# Striatacanthus
Striatacanthus är ett släkte av steklar. Striatacanthus ingår i familjen puppglanssteklar.
Kladogram enligt Catalogue of Life:
| Striatacanthus | \| \| Striatacanthus abruptus \| \| \| \| \| \| Striatacanthus arcuatus \| \| \| \| |
|                | \| \| Striatacanthus abruptus \| \| \| \| \| \| Striatacanthus arcuatus \| \| \| \| |
|                | Striatacanthus abruptus                                                             |
|                |                                                                                     |
|                | Striatacanthus arcuatus                                                             |
|                |                                                                                     |